# Nikita Tromp
Nikita Rudy Tromp (Beverwijk, 8 maggio 2002) è una calciatrice olandese, attaccante dell'Utrecht.

## Carriera

### Club
Tromp, che si avvicina al gioco del calcio seguendo la passione del fratello maggiore a soli 4 anni, inizia l'attività agonistica nell'ADO '20, club con sede a Heemskerk, non lontano dalla natia Beverwijk, per poi spostarsi all'AFC '34 di Alkmaar, giocando nelle loro squadre giovanili miste fino al 2017, anno in cui si trasferisce al CTO Amsterdam Talent Team, squadra del KNVB Jeugd Plan Nederland, programma che offre ai giocatori di talento l'opportunità di godere di una struttura pensata per allenare le giocatrici secondo gli standard richiesti dal calcio femminile internazionale. Al termine di questa esperienza, come le altre promettenti ragazze indirizzate a club di Eredivisie, Tromp venne aggregata all'Ajax, con il quale disputò nella stagione 2018-2019 la Beloften Eredivisie, il livello di vertice delle squadre riserva, laureandosi campionessa della categoria dopo un combattuto finale con il CTO Eindhoven/Zuid. In quella stessa stagione il tecnico della prima squadra, Benno Nihom, la inserì in rosa in occasione del trasferimento in Irlanda del Nord per la prima fase di qualificazione alla stagione 2018-2019 della UEFA Women's Champions League, con la quale debutta poco più che sedicenne il 10 agosto 2018, rilevando Kelly Zeeman, al 67' nella partita vinta 2-0 con le campionesse locali del Linfield Ladies. In campionato tuttavia Nihom la chiama solo per l'incontro casalingo pareggiato a reti inviolate con il PEC Zwolle del 29 marzo 2019, senza peraltro impiegarla durante la partita.
Durante la successiva sessione estiva di calciomercato decide di trasferirsi al PEC Zwolle, con il quale firma un contratto di un anno con opzione per un'altra stagione. Alla guida tecnica di Joran Pot Tromp riesce infine a debuttare anche in Eredivisie, scendendo in campo da titolare già alla 1ª giornata di campionato, nell'incontro perso 4-2 in casa con l'ADO Den Haag, per poi essere regolarmente impiegata, sempre da titolare, fino alla 12ª giornata e siglando 5 reti, migliore realizzatrice della squadra, la prima al VV Alkmaar alla quale seguono due doppiette a Heerenveen ed Excelsior/Barendrecht. Ciò nonostante nell'aprile 2020, pur a contratto in corso, è tra le sette giocatrici che decidono di separarsi dalla società.
A un mese di distanza viene annunciato il suo ritorno all'Ajax, e con il club di Amsterdam conquista negli anni successivi i suoi primi trofei, la Coppa dei Paesi Bassi nell'edizione 2021-2022 e il titolo di campionessa d'Olanda al termine del campionato 2022-2023, mettendosi inoltre particolarmente in luce da guadagnarsi il titolo di talento europeo dell'anno nel novembre 2021.

## Palmarès

### Club
- Campionato olandese: 1

Ajax: 2022-2023
- Coppa dei Paesi Bassi: 3

Ajax: 2018-2019, 2021-2022, 2023-2024

### Individuale
- Capocannoniere del campionato europeo femminile Under-17: 1

2019 (6 reti)